# Rum (dokumentarfilm)
|  | Denne artikel er oprettet af botten Steenthbot ud fra en ekstern database. Den kan derfor have sproglige fejl eller mangler. Denne skabelon kan fjernes efter kontrol af indholdet. |

 For alternative betydninger, se Rum (flertydig). (Se også artikler, som begynder med Rum)
Rum er en dansk dokumentarfilm fra 1972 instrueret af Leif Larsen og Kai Michelsen og efter manuskript af Leif Larsen.

## Handling
Filmen giver i en blanding af tegnede, grafiske forløb og realoptagelser en indføring i bygningskunsten, hvor bygningerne ses som skulpturelementer. Bl.a. beskrives Københavns Hovedbanegård i et filmisk forløb baseret på elektronisk databehandling.